# Пливање на Летњим олимпијским играма 1900 — 200 метара са препрекама за мушкарце
Пливачка дисциплина на 200 метара са препрекама за мушкарце се одржавала први пут и била је једна од седам пливачких дисциплина на програму Летњих олимпијских игара 1900. у Паризу. Трка је, као и све остале на играма, одржана на реци Сени. Ова дисцилпина после игра у Паризу никад више није била на програму.
Одржана је 11. и 12. августа 1900. уз учешће 12 пливача из 5 земаља.
На дужини од 200 метара бие су три препреке које је су такмичари морали да савладају током трке. Требало је да такмичари прво пређу преко дрвених платформи, онда да пређу преко реда пловила, и онда да пливају испод (роне) још једног реда пловила.

## Земље учеснице
- Аустралија (1)
- Аустрија (2)
- Француска (5)
- Уједињено Краљевство (3)
- САД (1)

## Победници
|                          |                   |                                 |
| Фредерик Лејн Аустралија | Ото Вале Аустрија | Питер Кемп Уједињено Краљевство |

## Резултати

### Полуфинале
У полуфиналу су пливачи били подељени у три групе са по четири. У финале се пласирало 10 пливача и то по двојица првопласираних из 5 група (КВ) и 4 према постигнутом резултату (кв). 

#### Група 1
| Пласман | Пливач                                  | Време     |
| ------- | --------------------------------------- | --------- |
| 1       | Фредерик Лејн Аустралија                | 3:04,0 КВ |
| 2       | Карл Руберл Аустрија                    | 3:06,0 КВ |
| 3       | Фредерик Стејплтон Уједињено Краљевство | 3:18,4 кв |
| 4       | Луј Марк Француска                      | 3:29,2 кв |

#### Група 2
| Пласман | Пливач                             | Време     |
| ------- | ---------------------------------- | --------- |
| 1       | Ото Вале Аустрија                  | 2:56,0 КВ |
| 2       | Вилијам Хенри Уједињено Краљевство | 3:14,4 КВ |
| 3       | Verbecke Француска                 | 3:18,0 кв |
| 4       | Victor Hochepied Француска         | 3:37,2    |

#### Група 3
| Пласман | Пливач                          | Време     |
| ------- | ------------------------------- | --------- |
| 1       | Питер Кемп Уједињено Краљевство | 3:12,0 КВ |
| 2       | Maurice Hochepied Француска     | 3:16,2 КВ |
| 3       | Бернар Француска                | 3:28,2 кв |
| 4       | Фред Хендшел САД                | 3:45,2    |

### Финале
Финале је одржано 12. августа.
| Пласман | Пливач                                  | Време  |
| ------- | --------------------------------------- | ------ |
|         | Фредерик Лејн Аустралија                | 2:38,4 |
|         | Ото Вале Аустрија                       | 2:40,0 |
|         | Питер Кемп Уједињено Краљевство         | 2:47,4 |
| 4       | Карл Руберл Аустрија                    | 2:51,2 |
| 5       | Фредерик Стејплтон Уједињено Краљевство | 2:55,0 |
| 6       | Вилијам Хенри Уједињено Краљевство      | 2:58,0 |
| 7       | Maurice Hochepied Француска             | 2:58,0 |
| 8       | Verbecke Француска                      | 3:08,4 |
| 9       | Бернар Француска                        | 3:17,0 |
| 10      | Луј Марк Француска                      | 3:30,6 |